# 宋鴻儒
宋鴻儒（？—？），號海田，山東濟南府德州人，明朝政治人物。

## 生平
萬曆二十五年（1597年）丁酉科山東鄉試第一名舉人（解元），二十六年（1598年）聯捷戊戌科進士。户部觀政，次年授中书舍人，三十二年升户部员外郎，三十四年陕西主考，三十五年湖广监兑，三十六年升夔州府知府，三十七年养病。四十三年起任太原府知府。。